# عدلیه، عثمانلی
عدلیه، عثمانلی (به لاتین: Adliye, Osmaneli) یک  Köy  در ترکیه است که در استان بیله‌جک واقع شده‌است.

## خصوصیات
عدلیه ۶۷ نفر جمعیت دارد.